# Spirobolus litoralis
Spirobolus litoralis är en mångfotingart som beskrevs av Koch 1865. Spirobolus litoralis ingår i släktet Spirobolus och familjen Spirobolidae. Inga underarter finns listade i Catalogue of Life.